# Advanced System Care
Advanced System Care je program pro počítače i mobilní zařízení se systémem Windows i Android. Tento program umožňuje plné vyčištění systému i počítače jako je disk a nebo systémový registr. Program má verzi Free a Pro.

## Funkce a vlastnosti
- Určení výchozích programů
- Obnovení souborů
- Ovládaní systému
- Opravování Windows
- Správce spouštění
- Zrychluje internet
- Čistí registry
- Čistí disk
- Vyhledává zdvojené a prázdné soubory a složky

### Novinky a vylepšení podle verzí
verze 14.1.0.206
- Další vylepšení mnoha funkcí a uživatelského rozhraní pro intuitivnější a pohodlnější ovládání
- Vylepšený algoritmus režimu AI pro inteligentnější péči o počítač
- Vyčištění nevyžádaných souborů nyní umožňuje vyčistit soubory starší než zadaný čas
- "Software Updater" a ochrana osobních údajů nyní podporuje nejnovější Google Chrome 87, Microsoft Edge 88, Mozilla Firefox 83 atd.
- Optimalizován ignorovací proces v rychlosti a chránění pro lepší pochopení a snadnější použití
- Optimalizace spouštění nyní podporuje od-ignorování ignorovaných položek a správu více položek po spuštění pro rychlejší spuštění počítače
- Čistič aplikací / panelů nástrojů nyní podporuje prohlížení podrobností aplikací / panelů nástrojů a vylepšil proces odinstalace
- Zvětšená databáze spywaru pro odstranění dalších a nových hrozeb
- Aktualizována databáze "Surfing Protection" pro bezpečnější online zabezpečení a soukromí, stejně jako procházení bez reklam
- Vylepšeno více jazyků pro lepší lokalizaci
- Opraveny všechny známé chyby

#### verze 11.4.0.232
- zlepšení po aktualizaci prohlížeče Chrome 66
- Aktualizovány a přidány nové podporované jazyky
- Opraveny menší chyby

#### verze 10.1.0.0.691
- Optimalizovaný Face ID podporuje rozpoznávání více kamer s lepší stabilitou
- Lepší ochrana soukromí s rozšířenou databází osobních údajů. Přidána podpora pro Auslogics Disk Defrag 7.1, Dropbox 14.4, WinZip 21.0, Foxit Reader 8.1, Firefox 50.0, Chrome 55.0, Opera 41.0
- Lepší Turbo Boost nabízí jednodušší řešení, jak získat rychlejší a plynulejší PC
- Otimalizováno více jazyků
- Opraveny známé chyby

#### verze 9.2.0.1109
- Přidána: podpora vysoké DPI pro Registry Cleaner a klonování Files Scanner.
- Přidána: MyWin10 nástroj, který je speciálně navržený pro Windows 10 a opravuje běžné problémy a optimalizuje různá nastavení
- Rozšíření databáze: Spyware, Čištění registrů, Oprava soukromí, Nevyžádané soubory a ochrana při surfování a lepší ochrana
- Přidána podpora pro: Media Player Classic, AVG Free Edition 2016, TeamViewer 11.0, K-Lite Codec Pack 12.0, Firefox, Opera 44,0,035,049,0, Chrome, atd.
- Opravené všechny známé chyby

#### verze 9.1.0.1090
- Zlepšená stabilizace pro systém Windows 10 pro maximální výkon
- Lepší podpora pro aktualizace Internet Explorer ve Windows XP/7/8/10
- Upravené uživatelské rozhraní, pro lepší manipulaci s programem
- Byla aktualizována a rozšířená databáze pro Spyware, Registry, Software update a ochrana při surfování
- Přidána česká jazyková podpora
- Opraveny chyby z předchozí verze

## Doplňující programy a aplikace
- IObit Unistaller
- Driver Booster
- Smart Defrag
- IObit Malware Fighter